# 克吕岑
克吕岑是德国石勒苏益格－荷尔斯泰因州的一个市镇。总面积8.25平方公里，总人口347人，其中男性176人，女性171人（2011年12月31日），人口密度42人/平方公里。